# 16 Psyche
16 Psyche este un asteroid din centura de asteroizi. A fost descoperit de Annibale de Gasparis la Napoli la 17 martie 1852. Este numit după muritoarea Psyche (Ψυχή) despre care scrie Apuleius în „Metamorfozele” (sau „Măgarul de aur”). Acesta are peste 200 de kilometri în diametru și conține aproape 1% din masa totală a asteroizilor din centura de asteroizi. 16 Psyche este cel mai masiv metalic asteroid de tip-M.
Observațiile radar indica o compoziție destul de pură de fier-nichel.